# Жан, Эжен
Эжен Жан (фр. Eugene Gens; 1814—1881) — бельгийский писатель. 
Известен ценными историческими трудами и напоминающими Бертольда Ауэрбаха новеллами и романами, также стихотворениями. Выделяются: «Le château d’Héverlée»; «Les monuments de Maestricht» (1843); «Ruines et paysages en Belgique» (1849); «Histoire du comte de Flandre» (1846-47); «Nouvelles et souvenirs» (1876); «Lettres d’un vilain» (1857); «Histoire de la ville d’Anvers» (1861); «Le testament d’un poète» (1876, стихотворения).